# Centre Mariners
 (septembre 2024).
 (septembre 2024).
Le Centre Mariners, auparavant connu sous le nom de Mariners Centre, est le domicile du club de hockey sur glace des Mariners de Yarmouth (Nouvelle-Écosse), appartenant à la Ligue de hockey junior A des Maritimes.
La patinoire est ouverte depuis le 28 novembre, 2001. Sa surface est de 65 000 pieds carrés.